# Opernhaus Düsseldorf

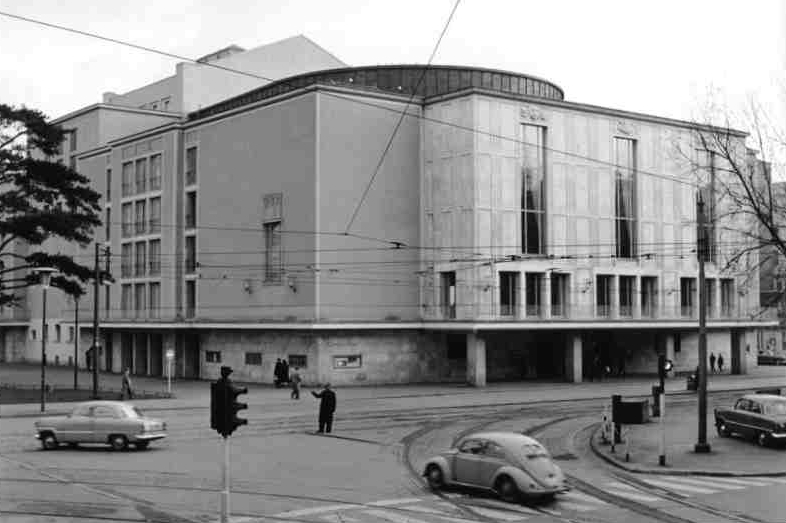
Düsseldorfer Opernhaus im Jahr 1959

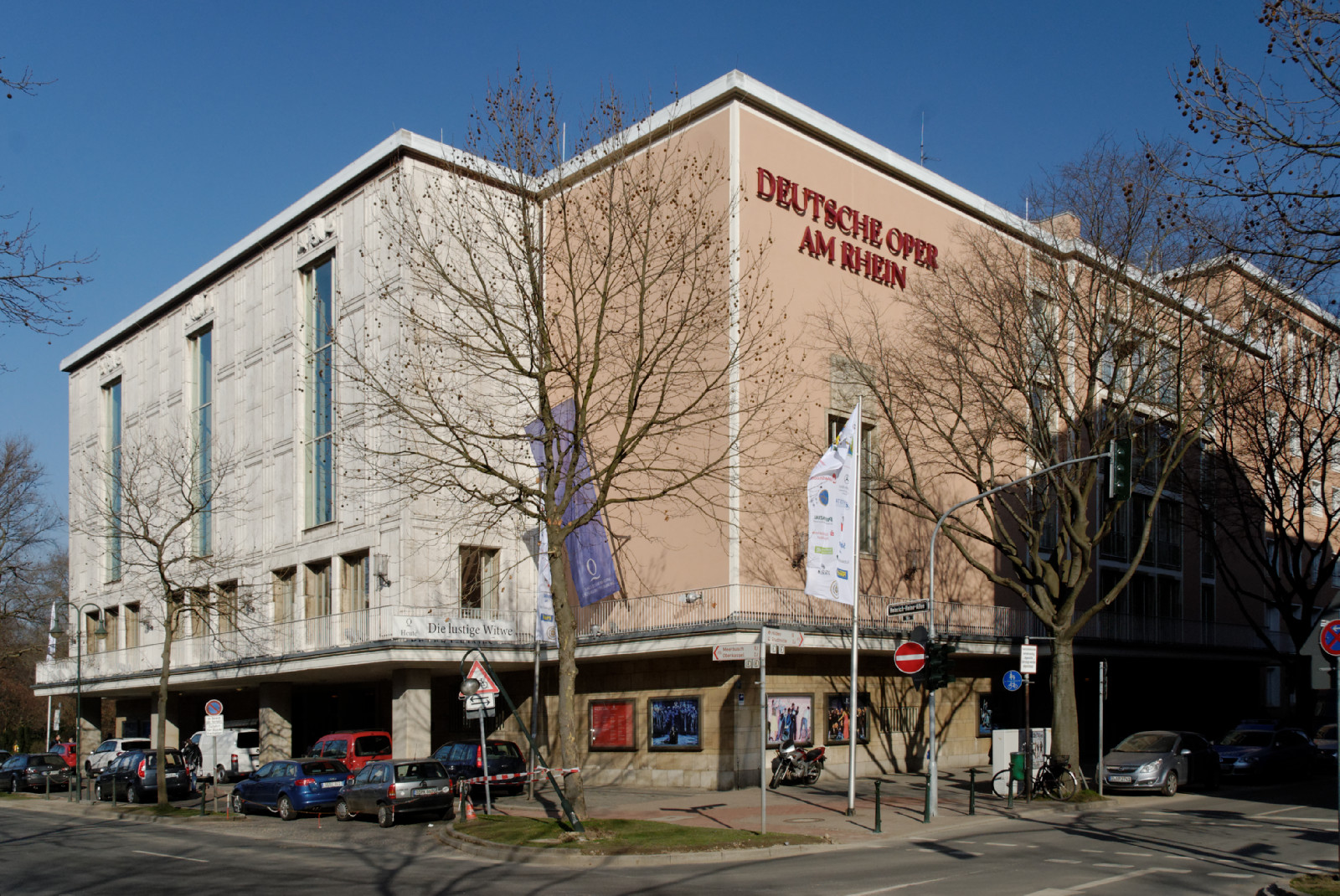
Düsseldorfer Opernhaus heute

Das Opernhaus Düsseldorf ist eine Spielstätte und der Verwaltungssitz der Deutschen Oper am Rhein. Unmittelbar an den Hofgarten grenzend, liegt es an der Heinrich-Heine-Allee 16a im Stadtteil Stadtmitte in Düsseldorf. Die Versammlungsstätte verfügt über eine 22,5 × 14,75 Meter große Bühne und bietet heute Platz für 1342 Personen.
Nach dem Vorbild der Semperoper wurde das Gebäude von 1873 bis 1875 in Formen der Neorenaissance als Stadttheater Düsseldorf errichtet. Nach starken Beschädigungen bei Luftangriffen im Jahr 1943 erfolgte noch während des Zweiten Weltkriegs ein provisorischer Wiederaufbau. Von 1954 bis 1956 ließ die Stadt Düsseldorf das Gebäude von Paul Bonatz, Julius Schulte-Frohlinde und Ernst Huhn in einer Stilkombination aus traditionellen Formen und Elementen der Nachkriegsmoderne grundlegend umbauen. Reste der historistischen Fassaden wurden dabei beseitigt. Während im Innern geschwungene Galerien und Treppen die Moderne der 1950er Jahre zeigen, deuten der symmetrisch gegliederte, massive kubische Baukörper mit vorspringendem Mittelrisalit sowie dessen bauplastisch-dekorativ ausgeführte Natursteinverkleidung den sich fortsetzenden Neuklassizismus und die Monumentalkunst der 1930er und 1940er Jahre an. Als Zeugnis der Theatergeschichte und einer Auseinandersetzung um Traditionen und neue Formen in der Phase des Wiederaufbaus, die vom Düsseldorfer Architektenstreit begleitet war, wurde das Gebäude 1994 unter Denkmalschutz gestellt.

## Geschichte

### Vorgeschichte als Stadttheater
1746 entstand am Düsseldorfer Marktplatz das Alte Theater, anlässlich des ersten Besuches des Kurfürsten Karl Theodor. Es war ein Fachwerkgebäude, das 1818 baufällig war und 1832 instand gesetzt werden musste. Dabei erhielt es ein klassizistisches Portal. 1877 musste das Gebäude als Theater geschlossen werden.
1864 hatten sich bereits 300 renommierte Bürger der Stadt Düsseldorf mit einer Eingabe an den Oberbürgermeister Ludwig Hammers gewandt, in der sie die Wichtigkeit eines Theaterneubaus darstellten.
Der geplante Standort des Neubaus war das Gelände des Botanischen Gartens, der einen Teil des zu Beginn des 19. Jahrhunderts auf Flächen der niedergelegten Stadtbefestigung erweiterten Hofgartens darstellte. Das Gelände wurde 1865 von der Königlichen Regierung erbeten.
Mit dem Bau des Stadttheaters Düsseldorf begann eine Epoche, in der die repräsentativen, großstädtischen Monumentalbauten der Stadt errichtet wurden. Zuerst entstand das Stadttheater (1873), gefolgt von Kunstakademie (1875), Ständehaus (1876), Kunsthalle (1878), Kunstgewerbeschule (1883) und Kunstgewerbemuseum (1893).
Das Stadttheater wurde von 1873 bis 1875 an der Heinrich-Heine-Allee 16, damals Alleestraße, nach dem Vorbild der Dresdner Semperoper erbaut, in unmittelbarer Nähe der Kunsthalle und des Kunstgewerbemuseums sowie im Zusammenhang mit der Bebauung der Prachtstraße Alleestraße (heute Heinrich-Heine-Allee, vormals Boulevard Napoléon). 1891 erfolgte der Anbau eines Kulissen- und Garderobenhauses. An der Hofgartenseite wurde die Bühne verlängert. Unter dem Direktorat des Theaterleiters Ludwig Zimmermann baute der Architekt Hermann vom Endt 1906 das Innere um und modernisierte und verschönerte den Zuschauerraum. Mit dem Bau des Düsseldorfer Schauspielhauses wurde 1969 die Nutzung des Gebäudes als Stadttheater obsolet.

### Nutzung als Opern-, Konzert- und Balletthaus
Im Zweiten Weltkrieg wurde der Zuschauerraum zerstört, aber noch während des Krieges auf Anordnung der Reichstheaterkammer provisorisch wieder aufgebaut. So konnte 1946 der Landtag des neu gegründeten Landes Nordrhein-Westfalen das Gebäude als Sitzungsort nutzen. Dessen erste Sitzung, der Beginn des parlamentarischen Lebens des Landes, wurde am 2. Oktober 1946 unter der musikalischen Leitung des Düsseldorfer Generalmusikdirektor Heinrich Hollreiser zu den Klängen der Coriolan-Ouvertüre von Ludwig van Beethoven eröffnet.
Ein umgreifender Umbau zu einem modernen Opern-, Konzert- und Balletthaus, dem auch die historistischen Fassaden des ursprünglichen Gebäudes geopfert wurden, erfolgte nach Plänen von Paul Bonatz, Julius Schulte-Frohlinde und Ernst Huhn von 1954 bis 1956. 1955 vereinbarte die Stadt Düsseldorf mit der Stadt Duisburg unter dem Dach der Deutschen Oper am Rhein ein gemeinsames Opernensemble zu betreiben. Der Zuschauerraum, der vorher rund 800 Besuchern Platz geboten hatte, wurde auf eine Größe von annähernd 1.400 Sitzplätzen erweitert. Die Kosten des Projekts, die zunächst auf etwa 5,6 Millionen DM kalkuliert waren, beliefen sich am Ende auf fast 10 Millionen DM. Hierzu trug bei, dass auch der weitgehend unzerstört gebliebene Bereich des Bühnenhauses wegen gestiegener Anforderungen an den Brandschutz saniert werden musste. Die Bühnentechnik wurde unter der Leitung von Walther Unruh auf aktuellen Stand gebracht.
Bundesweit diskutiert wurde die Architektur des Umbaus. „Wir sind der Meinung, dass die Aufgabe, für die Menschen unserer Zeit ein Opernhaus zu bauen, bisher nirgends besser gelöst worden ist als in Düsseldorf“, schrieb die Fachzeitschrift Baumeister im September 1956. Die Wochenschrift Die Zeit, deren Architekturkritiker den Bau mit der gerade im Stil der Moderne entstehenden Oper Köln verglich, beklagte einen fast „reaktionär anmutenden Gegensatz“ und die „Himbeerfarbe“ auf dem Schleiflack des Zuschauerraums, „fein abgesetzt durch grünliche Leisten“. Einig waren sich die Kritiker über eine gelungene Akustik. Die Eröffnung, an der vier Bundesminister, das gesamte Landeskabinett, das konsularische Korps und weitere internationale Gäste teilnahmen, erfolgte am 22. April 1956 mit Beethovens Oper Fidelio.
In den Jahren 2006 und 2007 wurde das Düsseldorfer Opernhaus 18 Monate lang umfangreich saniert. Insbesondere die Bühnentechnik wurde modernen Erfordernissen angepasst. Insgesamt wurden rund 31 Millionen Euro verbaut. In der spielfreien Zeit 2011 wurde zudem der Orchestergraben verbreitert. Dadurch entfiel eine komplette Stuhlreihe im Parkett. Für die Musiker ergaben sich dadurch bessere Arbeitsbedingungen. Die Akustik wurde so ebenfalls verbessert.

### Neubaudiskussion
Im März 2021 stieß der Oberbürgermeister Stephan Keller die Diskussion über einen Neubau an, weil das denkmalgeschützte Haus aus der Nachkriegszeit ein Sanierungsfall sei. Nach Schätzungen würde ein Neubau an einem anderen Ort 636 Millionen Euro kosten, ein Neubau am bisherigen Standort über 700 Millionen Euro. Im Rahmen einer Diskussion und Prüfung wurden neben dem bestehenden Standort an der Heinrich-Heine-Allee unter anderem die vorgeschlagenen Standorte Am Wehrhahn 1, Rheinpark Golzheim, Medienhafen/Kesselstraße und Graf-Adolf-Platz erörtert und nach den Kriterien Zentralität, Verfügbarkeit und technische Machbarkeit bewertet. Am 16. Dezember 2021 beschloss der Stadtrat einen Neubau. Die Entscheidung über den Standort sollte ursprünglich im ersten Quartal 2022 fallen. Am 2. März 2022 beschloss die Stadtverwaltung stattdessen einen internationalen Wettbewerb auszurufen, zu welchem Entwürfe für den Standort Am Wehrhahn sowie den bisherigen Standort eingereicht werden konnten. Eine Reihe von diskutierten Standorten, so auch der am Graf-Adolf-Platz, schieden aus. Der Wettbewerb lief bis Februar 2023 und erbrachte 20 Entwürfe internationaler Teams. Sieben „Finalisten“-Entwürfe wurden von einer Jury ausgewählt, drei für den Standort Am Wehrhahn (HPP Architekten/Rehwaldt Landschaftsarchitekten, Gerkan, Marg und Partner/POLA und Jörg Friedrich/Rainer Schmidt) und vier Entwürfe für den bisherigen Opernstandort (HPP Architekten/Rehwaldt Landschaftsarchitekten, Henning Larsen Architects/Meyer Architekten, Ingenhoven Associates/West 8 und Snøhetta). Am 15. Juni 2023 traf der Rat der Stadt Düsseldorf die Entscheidung, ein neues Haus an der alten Stelle zu erbauen. Der jetzige Bau sollte dafür abgerissen werden.
Nach zunehmender Kritik und nach Verhandlungen mit dem Insolvenzverwalter der Signa Holding, die das Grundstück Am Wehrhahn 1 besitzt, ergab sich im Juni 2024 entgegen dem Ratsbeschluss eine neue Überlegung, die Oberbürgermeister Keller auf einer Pressekonferenz verkündete. Da ein Kaufpreis für das rund 9.000 m² große Wehrhahn-Grundstück ausverhandelt werden konnte und mit diesem Grundstück eine teure Interimspielstätte und eine Diskussion um einen Eingriff in den Hofgarten vermieden werde, wolle die Stadt ihr neues Opernhaus einschließlich weiterer Nutzungen wie etwa Musikschule und Opernfundus dort errichten. Die Deutsche Stiftung Denkmalschutz begrüßte diesen Kurswechsel und forderte die Stadt dazu auf, nun umgehend ein denkmalpflegerisches Sanierungs- und Nutzungskonzept zu entwickeln, das die Zukunft des Denkmals sichert.
Es gab in großen Teilen der Bürgerschaft insbesondere an den Summen, die für den Neubau im Raum standen erhebliche Kritik. Es war von 1,5–2 Milliarden Euro die Rede. Eine genauere Kostenanalyse stand nicht zur Verfügung. Außerdem sollten für den Neubau Eingriffe in den denkmalgeschützten Hofgarten vorgenommen werden.

## Beschreibung

### Außenarchitektur

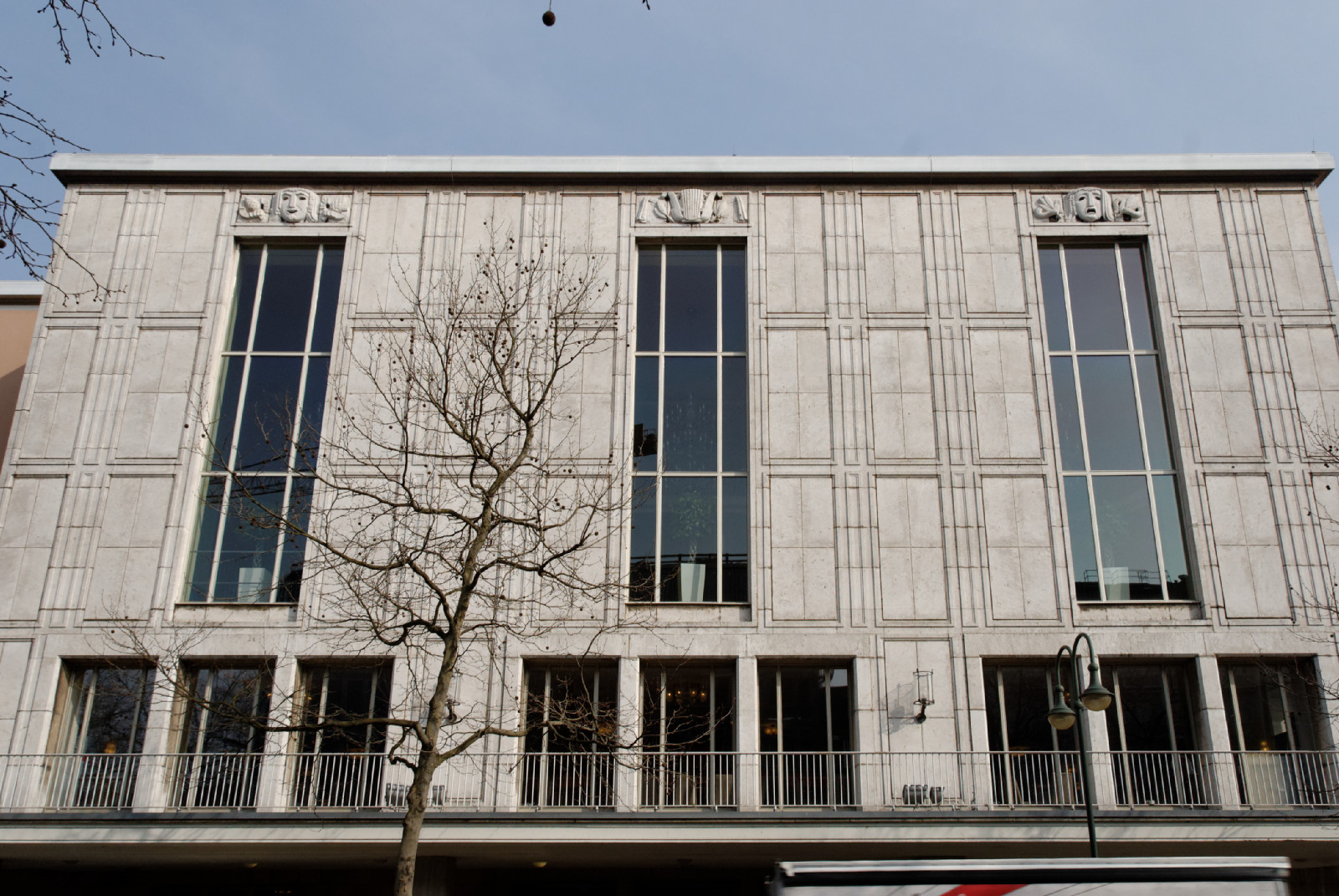
Westfassade

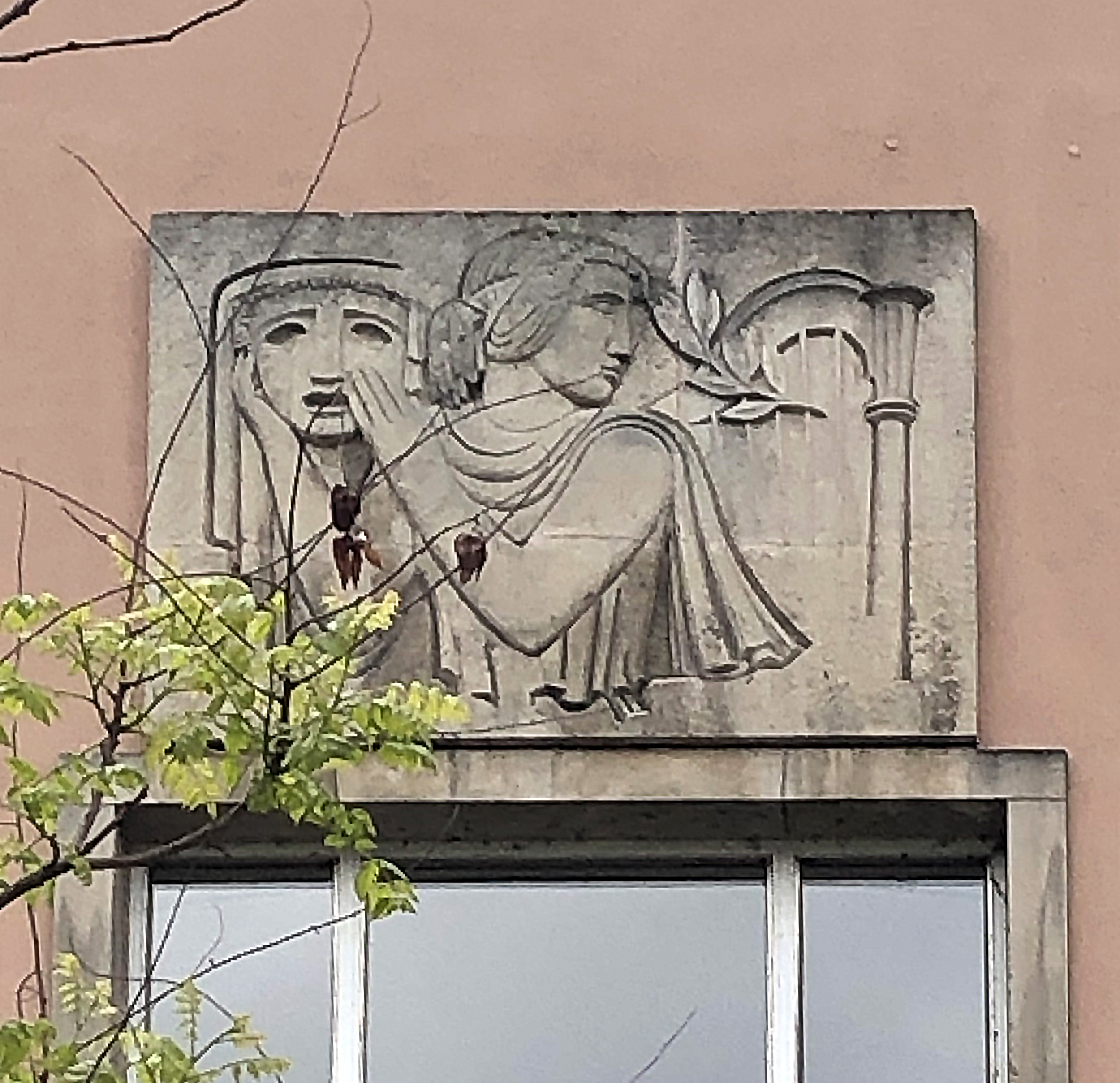
Relief von Ferdinand Heseding, Foto 2020

Das Theatergebäude ist zweiteilig und besteht aus dem Bühnenhaus und dem Zuschauerraum. Der Bühnenbereich blieb im Krieg unzerstört und musste nur äußerlich überformt werden. Der im Krieg beschädigte Zuschauerraum wurde jedoch neu errichtet. Anstelle der halbzylindrischen Schaufront im Stil der Neorenaissance, wurde eine streng symmetrische, kubische Fassade errichtet. Der Mittelteil der Hauptfront ist risalitartig vorgezogen und mit Travertin verkleidet. Er ruht auf vier Rechteckpfeilern aus Fichtelgebirgsgranit. Die Fassade des Mittelteils ist durch ein Rastersystem von Blendfenstern gegliedert. Im unteren Teil der Fassade befinden sich niedrige dreiteilige Fenstergruppen. Über deren Mitte wurden schmale, hochrechteckige Fenster angelegt. Diese werden durch Reliefs abgeschlossen, die mit der Darstellung griechischer Theatermasken und einer Lyra das Theater symbolisieren. Die Fassadenreliefs stammen von Ferdinand Heseding und sind Beispiele für die Bildhauerei der 1950er Jahre in Düsseldorf.

### Innenarchitektur
Der Hauptraum des Gebäudes, der Zuschauersaal, zeigt mit Parkett, Balkonen und Guckkastenbühne den prototypischen Aufbau eines barocken Theatersaals, wobei durch geschwungene Formen und zeittypische Interieurs Merkmale der Kinoarchitektur der 1950er Jahr sichtbar sind, die auf die Mitwirkung des Kinoarchitekten Ernst Huhn zurückgeführt werden. Im Erdgeschoss befinden sich die Kassenhalle sowie die Garderobenhalle. Dessen niedrige Decke ruht auf Rundstützen. Der Raum zeigt eine halbkreisförmige Garderobenanlage. Dort befinden sich in den Ecken geschwungene Treppenanlagen. Diese führen zuerst zu dem Foyer – das durch die niedrigen dreiteiligen Fenstergruppen belichtet wird – dann zum Foyer der Ränge, das über drei Geschosse reicht und durch die schmalen hochrechteckigen Fenster Tageslicht erhält. Den drei Fensterachsen entsprechen drei große Glaslüster aus böhmischem Glas. Den drei Fenstern gegenüber befinden sich die geschwungenen Balkone des zweiten und dritten Ranges. Die Wandflächen zeigen Monumentalmalereien. Die mythologischen Szenen wurden von Robert Pudlich und die übrigen von Karl Heinz Dallinger geschaffen.